# Old New York

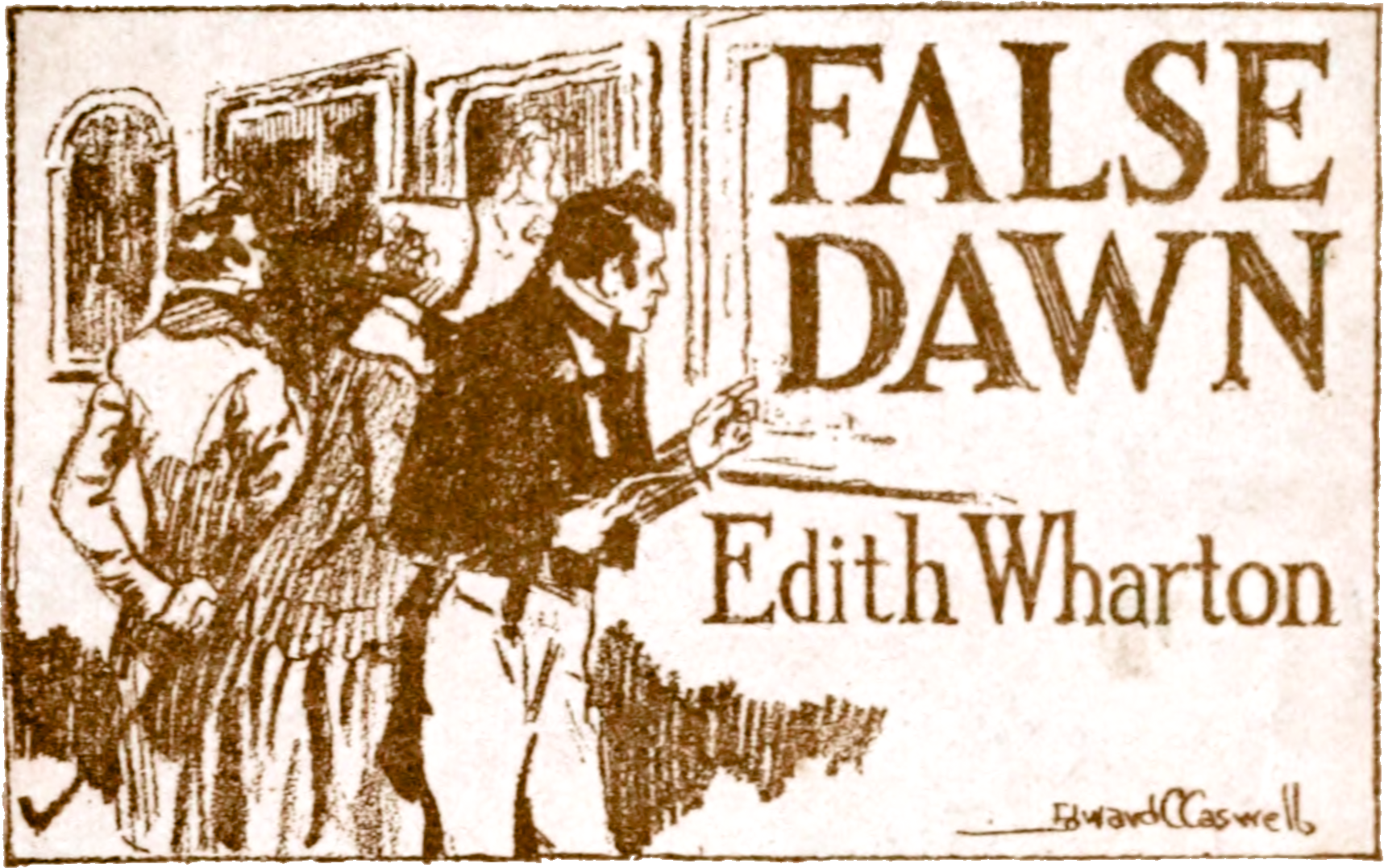
Voorpagina van False Dawn

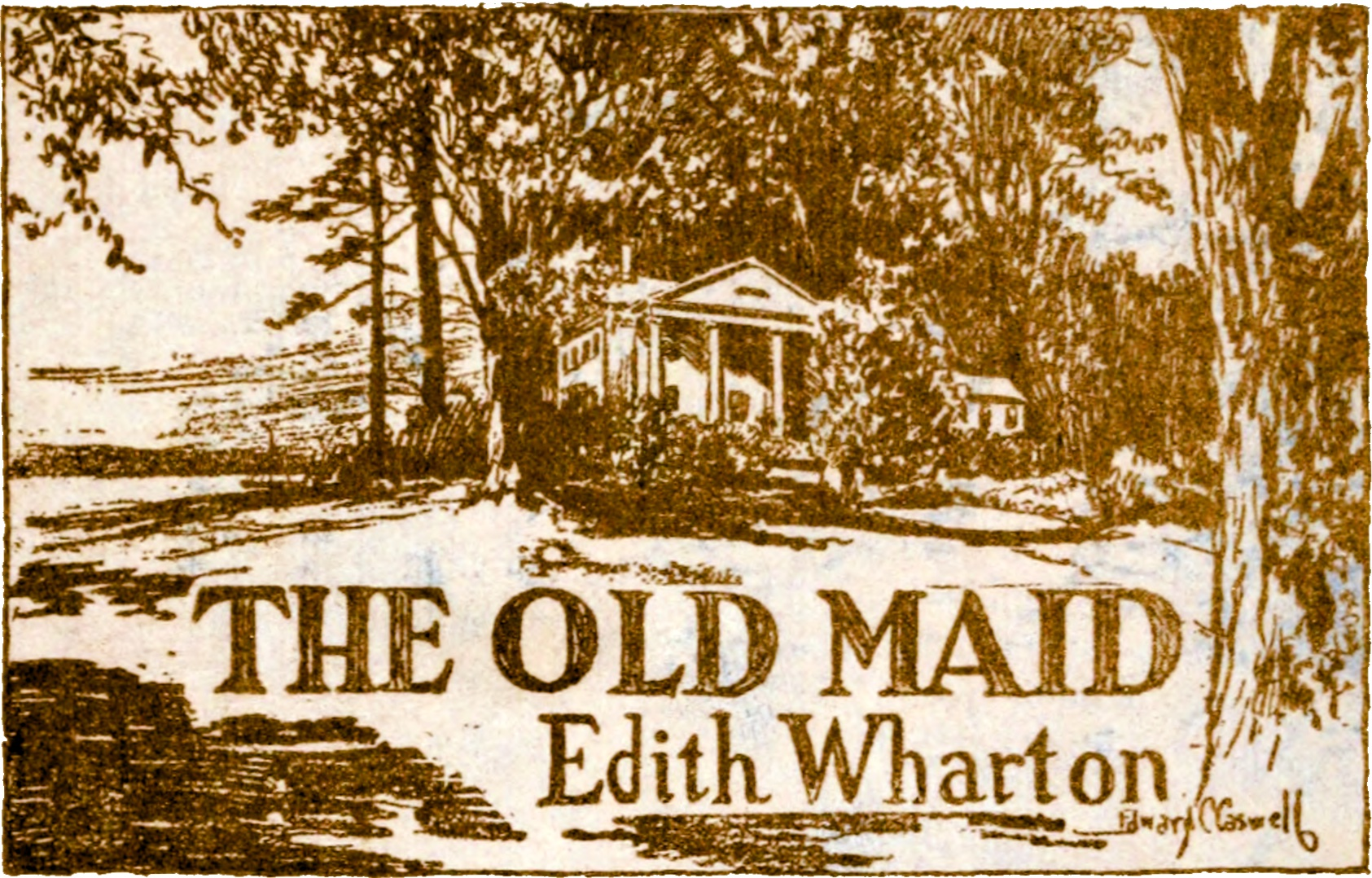
Voorpagina van The Old Maid

Old New York is een verzameling van vier novelles geschreven door Edith Wharton uit 1924.
De novelles bieden een representatie van het New York van de de jaren veertig tot de jaren zeventig van de negentiende eeuw, waarbij elk verhaal een bepaald decennium belicht. De verhalen zijn losjes verbonden door bepaalde fictieve personages die in meer dan één verhaal verschijnen. De novelles worden gekenmerkt door het gebruik van settings, personages en sociale observaties die gemeenschappelijk zijn aan Whartons eerdere werk, zoals De jaren van onschuld uit 1920. De novelles bieden karakterstudies van individuen binnen de upper-class samenleving van die tijd, met aandacht voor thema's als kunst, familie, en sociale verwachtingen.

## Samenvatting
- False Dawn : De eerste novelle speelt zich af in de jaren veertig en volgt het verhaal van Lewis Raycie, die naar Europa wordt gestuurd om kunst te verzamelen als basis voor de familiecollectie. Het verhaal belicht de spanningen tussen persoonlijke smaak en de verwachtingen van de maatschappij.
- The Old Maid : De tweede novelle speelt zich af in de jaren vijftig en concentreert zich op Delia Ralston en haar nicht Charlotte Lovell. Het verhaal onthult geheimen rond familie, huwelijk en de sociale verwachtingen van vrouwen in die tijd.
- The Spark : De derde novelle speelt zich af in de jaren zestig en volgt Hayley Delane en zijn ervaringen tijdens en na de Amerikaanse Burgeroorlog. Het verhaal biedt inzicht in de persoonlijke ontwikkeling van het personage tegen de achtergrond van een veranderende samenleving.
- New Year's Day : De vierde novelle speelt zich af in de jaren zeventig en onderzoekt de maatschappelijke perceptie van een schijnbare affaire tussen Mrs. Lizzie Hazeldean en Henry Prest. Het verhaal werpt licht op sociale normen en vooroordelen.